# Desipramina

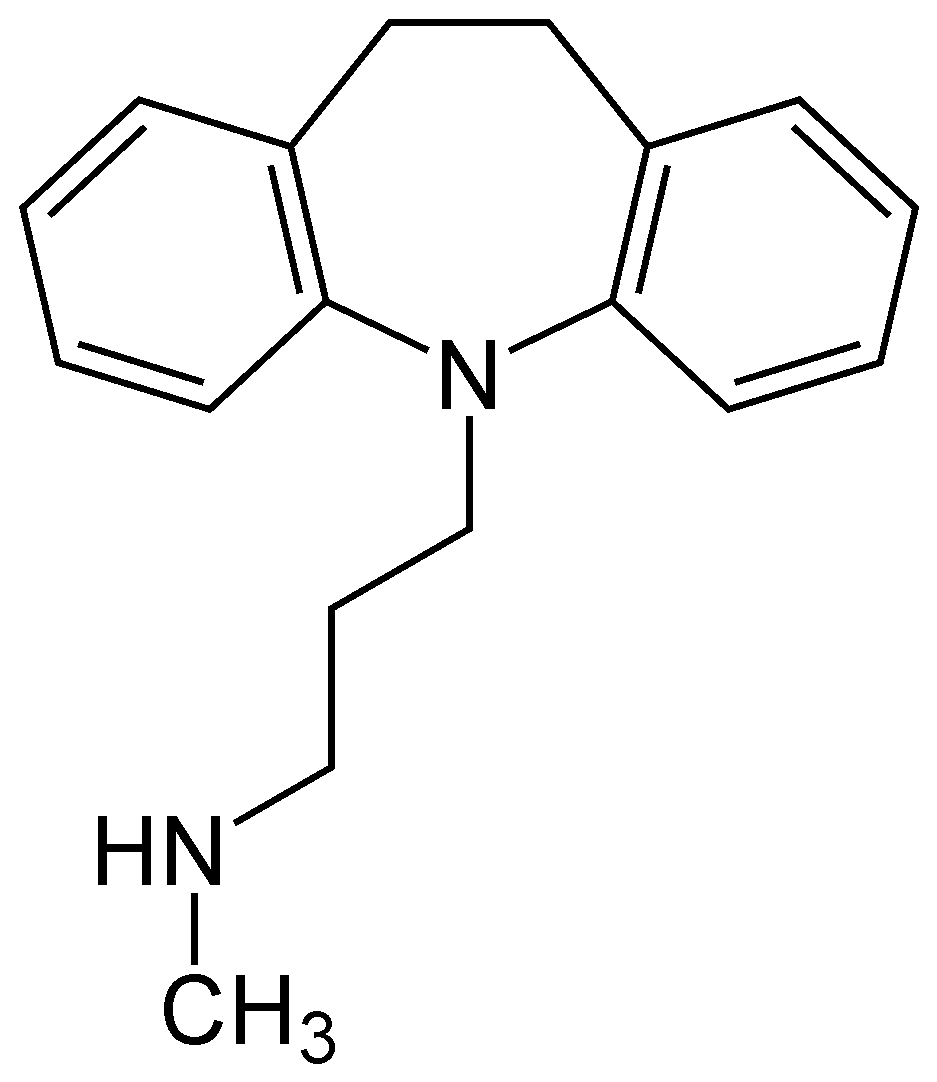
Desipramina

La desipramina o desmetilimipramina es un fármaco que pertenece a la clase de los antidepresivos tricíclicos (ATC). Es un derivado de la imipramina y se utiliza principalmente en el tratamiento de la depresión y trastornos del estado de ánimo. También se recomienda para tratar el dolor neuropático.
La desipramina actúa aumentando los niveles de ciertos neurotransmisores en el cerebro, como la norepinefrina, que desempeñan un papel en el equilibrio emocional y el estado de ánimo. Al aumentar la disponibilidad de estos neurotransmisores, la desipramina ayuda a aliviar los síntomas de la depresión y otros trastornos del estado de ánimo. Es un compuesto dibenzazepínico tricíclico que potencia la neurotransmisión.
La desipramina bloquea selectivamente la recaptación de norepinefrina por la sinapsis neural y también parece alterar el transporte de serotonina.
Además de su uso en el tratamiento de la depresión, la desipramina también puede ser utilizada en el tratamiento de trastornos de ansiedad, trastorno por déficit de atención e hiperactividad (TDAH) y enuresis nocturna en niños.
Este compuesto también posee actividad anticolinérgica menor, a través de su afinidad con los receptores muscarínicos.
Es importante destacar que la desipramina es un medicamento que requiere prescripción médica y su uso debe ser supervisado por un profesional de la salud. Como cualquier medicamento, puede tener efectos secundarios y contraindicaciones, por lo que es importante seguir las indicaciones del médico y no automedicarse.